# مقاطعة فول ريفر (داكوتا الجنوبية)
فول ريفر (بالإنجليزية: Fall River)‏ هي إحدى مقاطعات ولاية داكوتا الجنوبية في الولايات المتحدة الأمريكية.